# Karl Welunschek
Karl Welunschek (* 26. Mai 1955 in Wien; † 13. oder 14. April 2023 ebenda) war ein österreichischer Theaterregisseur, Bühnenbildner, Theaterintendant und Kurator. Er lebte in Graz, Wien, Berlin und Istanbul.

## Leben
Welunschek wuchs als Arbeiterkind von Josefa (geborene Stelzl) und Karl Welunschek senior im bürgerlichen VIII. Wiener Gemeindebezirk zeitweilig in kirchlichen und staatlichen Heimen auf. Die Lehre zum Kunst-, Buch- und Musikalienhändler schloss Welunschek mit Auszeichnung ab. Mit siebzehn Jahren begann er eine Ausbildung an der Schauspielschule Krauss.

## Am Schauspielhaus Wien
Für die fünfte Produktion Das letzte Band von Samuel Beckett im Museum für Moderne Kunst mit Robert Hunger-Bühler erhielt Welunschek seine erste Kainz-Medaille.

## Das Wiener Ensemble
1987 gründete Welunschek gemeinsam mit Beatrice Frey, Andrea Braunsteiner und Michael Zerz in Anlehnung an Bertolt Brecht das Wiener Ensemble ohne festes Haus.
Unter den Mitwirkenden des Wiener Ensembles finden sich unter anderem Robert Hunger-Bühler, Karl Markovics, Fritz Karl, Julia Stemberger, Toni Böhm oder Wolf Bachofner.
Es folgten Nestroy-Inszenierungen etwa Liebesgeschichten und Heiratssachen im Theater Der Kreis 1992, Der Färber und sein Zwillingsbruder mit dem Wiener Ensemble im Rabenhoftheater (Theater in der Josefstadt) oder etwa Der Talisman im Theater Der Kreis von 1988.
In den 1990er Jahren arbeitete Karl Welunschek vor allem als freier Regisseur im Ausland, wo er unter anderem am Nationaltheater Mannheim, Schauspiel Frankfurt, in Hamburg und Düsseldorf inszenierte. Seine Wege führten ihn auch an die Staatsoper Ankara oder nach Israel, wo er als Kurator für die Wiener Festwochen tätig war.
Welunschek kehrte erst 1999 auf Einladung für eine Inszenierung der Gottfried-von-Einem-Oper nach Nestroys Posse Der Zerrissene nach Österreich zurück.

## Rabenhof.THEATER
Unter dem Motto „Wien ist unglaublich geil“ eröffnete Karl Welunschek am 31. Dezember 2000 als künstlerischer Leiter das Rabenhof.THEATER in Wien-Erdberg, das zuvor als Dependance des bürgerlichen Theaters in der Josefstadt wenig Beachtung fand. Ziel sei nicht nur die „Entsittlichung des Volkes“ (Der Standard vom 19. Mai 2001), sondern dem von Welunschek geprägten Trash-Theater Kultstatus zu geben.

## Living Museum
Da die ganze Welt eine Inszenierung sei, verlegte Karl Welunschek seine Konzentration von Konzeption und Wiederbelebung musealer Betriebe tatsächlich auf das Museumswesen und arbeitete bis Juli 2007 als Kurator im Stadtmuseum Graz mit dem Verantwortungsschwerpunkt auf der Abteilung Living Museum. Verstanden wird darunter die sinnlich wahrnehmbare und didaktisch vermittelnde Gesamtkonzeption eines Museumsbetriebs und seiner einzelnen Ausstellungen. Ein Erfolg wurde die Ausstellung „MEMORY XS – Eine Ausstellungsinstallation über Wolfgang Bauer“.

## Migrant Theatre – Kolektif: Die Neger
2005 gründete Karl Welunschek als künstlerischer Leiter das erste austro-afrikanische Schauspielensemble Collective Les Nègres in Graz. Das Pilotprojekt Les Nègres. Clownerie von Jean Genet hatte als dreisprachige Inszenierung am 23. März 2006 seine Premiere in der Studiobühne der Grazer Oper mit Wiederaufnahme im Schauspielhaus Wien.

## Wolfgang Bauer Foundation
Karl Welunschek übernahm die Funktion des Präsidenten der Wolfgang Bauer Foundation. Der Verein zur Förderung der internationalen Verbreitung des künstlerischen Werkes und des Andenkens an Wolfgang Bauer wurde 2007 gegründet.

## Greek Theatre
Karl Welunschek beschäftigte sich mit dem modernen griechischen Theater.

## Widmung
Die erste Folge der Netflix-Serie Crooks ist ihm gewidmet.

## Auszeichnungen
- Nominierung für den Nestroy-Preis 2002 für das künstlerische Konzept des Rabenhof Stadttheaters als aktuelles kritisches Theater im deutschsprachigen Raum
- Förderungspreis zur Kainz-Medaille Ausstattung für „Mercedes“ (Thomas Brasch) im Schauspielhaus Wien, 1984
- Förderungspreis zur Kainz-Medaille Regie für „Das letzte Band“ (Samuel Beckett) im Museum für moderne Kunst Wien, 1982

## Wichtige Inszenierungen
| 1980    | Unten durch                          | von Heinz Rudolf Unger                                  | Schauspielhaus Wien, TV-Aufzeichnung                                                                              |
| 1981    | Der tollste Tag                      | von Peter Turrini                                       | Theater der Courage, TV-Aufzeichnung                                                                              |
| 1982    | Abgebrannt                           | von Georges Courteline                                  | Theater die Kulisse, TV-Aufzeichnung                                                                              |
| 1982    | Das letzte Band                      | von Samuel Beckett                                      | Museum für Moderne Kunst Wien, Förderungspreis zur Kainz-Medaille (Regie)                                         |
| 1982    | Die Brautwerber von Loches           | von Georges Feydeau                                     | Nationaltheater Mannheim                                                                                          |
| 1985    | Jam                                  | von Herbert Achternbusch, Heiner Müller und Ernst Jandl | Volkstheater Studio Wien                                                                                          |
| 1986    | Weiningers Nacht                     | von Joshua Sobol                                        | Künstlerhaus (Wiener Festwochen), österreichische Erstaufführung                                                  |
| 1987    | Ihr werds Euch noch an Wien erinnern | von Helmut Qualtinger                                   | Serapionstheater am Wallensteinplatz (Wiener Ensemble)                                                            |
| 1988    | The Normal Heart                     | von Larry Kramer                                        | Technisches Museum Wien (Wiener Ensemble)                                                                         |
| 1988    | Der Talisman                         | von Johann Nepomuk Nestroy                              | Theater Der Kreis (Wiener Ensemble)                                                                               |
| 1988    | Porcile                              | von Pier Paolo Pasolini                                 | Produktion des Wiener Ensemble. Gasometer (Wiener Ensemble)                                                       |
| 1989    | Heimatlos                            | von Reinhard P. Gruber und Anton Prestele               | Theatergruppe 80, Zelt vor der Votivkirche (TV-Aufzeichnung) (Wiener Ensemble)                                    |
| 1989    | Liebesgeschichten und Heurathssachen | von Johann Nepomuk Nestroy                              | Theater Der Kreis (Wiener Ensemble)                                                                               |
| 1990    | Wiener Totentanz                     | von Lotte Ingrisch                                      | Rabenhoftheater (Produktion des Theater in der Josefstadt)                                                        |
| 1992    | Der Färber und sein Zwillingsbruder  | von Johann Nepomuk Nestroy                              | abenhoftheater (Wiener Ensemble)                                                                                  |
| 1992    | Change                               | von Wolfgang Bauer                                      | Rabenhoftheater (Wiener Ensemble)                                                                                 |
| 1993    | Aus dem Leben Hödelmosers            | von Reinhard P. Gruber                                  | Rabenhoftheater (Wiener Ensemble)                                                                                 |
| 1993    | Endspiel                             | Samuel Beckett                                          | Rabenhoftheater (Wiener Ensemble)                                                                                 |
| 1993    | Das letzte Band                      | von Samuel Beckett                                      | Theater an der Wien (Wiener Festwochen) (Wiener Ensemble)                                                         |
| 1993    | Glückliche Tage                      | von Samuel Beckett                                      | Rabenhoftheater (Wiener Ensemble)                                                                                 |
| 1994    | Der böse Geist Lumpazivagabundus     | von Johann Nepomuk Nestroy                              | Stadttheater Klagenfurt                                                                                           |
| 1995    | Sauschlachten                        | von Peter Turrini                                       | Ensembletheater am Petersplatz                                                                                    |
| 1995    | Wiener Lieder                        | diverse Autoren                                         | Kulisse (Wiener Festwochen)                                                                                       |
| 1997    | Die lustigen Weiber von Windsor      | von William Shakespeare                                 | Schauspiel Frankfurt                                                                                              |
| 1997    | Tod eines Handlungsreisenden         | von Arthur Miller                                       | Schauspiel Frankfurt                                                                                              |
| 1997    | Mizzis und Strizzis                  | nach Guys and Dolls von Bertolt Brecht und Kurt Weill   | Metropol Wien |
| 1997    | Der Herr Karl                        | von Carl Merz und Helmut Qualtinger                     | Schauspielhaus Hamburg                                                                                            |
| 1997–98 | Effi Briest                          | von Theodor Fontane                                     | Tourneeunternehmen Kuhnen                                                                                         |
| 1998    | Der Maulheld                         | von Plautus                                             | Antikenfestspiele Trier, Eröffnungsvorstellung zur Gründung der Antikenfestspiele Trier                           |
| 1998    | Alte Zeiten                          | von Harold Pinter                                       | Schauspiel Frankfurt                                                                                              |
| 1998    | Der Zigeunerbaron                    | von Johann Strauss                                      | Staatsoper Ankara                                                                                                 |
| 1999    | Der Zerrissene                       | von Gottfried von Einem                                 | Jugendstiltheater (Koproduktion der Wiener Staatsoper und Wiener Volksoper), Musikalische Leitung: Huw Rhys James |
| 2000    | Volksvernichtung                     | von Werner Schwab                                       | Kabelwerk Wien/Theater mbH                                                                                        |
| 2001    | Zu ebener Erde und im ersten Stock   | von Johann Nepomuk Nestroy                              | Halle 1030/Rabenhof.THEATER                                                                                       |
| 2003    | Nach der Premiere                    | Auftragswerk von Gustav Ernst                           | Rabenhof Stadttheater, mit Erich Joham und seinen Freunden, Uraufführung                                          |
| 2006    | Les Nègres. Clownerie                | von Jean Genet                                          | Studiobühne der Grazer Oper                                                                                       |

## Filmographie
- „…die im Dunkeln“ Wiens Kellertheater zwischen Spielsucht, Provokation und Konkurs. Dokumentation. Regie: Christian Reichhold, Österreich 2003.
- Volksvernichtung oder meine Leber ist Sinnlos. Sprechtheateraufzeichnung. Regie: Karl Welunschek, Österreich 2000.
- Österreichs größte Entertainer. Sprechtheateraufzeichnung. Regie: Helmut Schödel, Thomas Gratzer, Österreich 2002.
- Heimatlos. Sprechtheateraufzeichnung. Regie: Karl Welunschek, Österreich 1989.
- Unten durch. Sprechtheateraufzeichnung. Regie: Karl Welunschek, Österreich 1980.
- Der tollste Tag. Sprechtheateraufzeichnung. Regie: Karl Welunschek, Österreich 1981.
- Abgebrannt. Sprechtheateraufzeichnung. Regie: Karl Welunschek, Österreich 1982.
- 2024: Crooks (Fernsehserie, posthume Veröffentlichung)